# ソード・ワールドRPGリプレイ風雲ミラルゴ編
ソード・ワールドRPGリプレイ風雲ミラルゴ編（ソード・ワールドアールピージーリプレイふううんミラルゴへん）は、月刊ドラゴンマガジンに連載された、ソード・ワールドRPGのリプレイ作品。リプレイ第4部とも称される。ゲームマスター (GM) は清松みゆき。イラストレーターはぴぃたぁそると。

## 概要、特徴
第4部風雲ミラルゴ編は、聖王国アノス、草原の国ミラルゴを舞台として展開された。完全版ルールブックに対応した初のリプレイである。シナリオ集『虹の水晶宮』以降、取り上げられることのなかったアザーン諸島とアレクラスト大陸の交流が描かれたり、グラスランナーに関する設定が紹介されもした。

## 登場人物

### プレイヤーキャラクター
グレゴリー・ウータン
名家ウータン家の子息にして、不幸な幸運の神の神官。ラーンに惚れており、「疾風のエース」とライバル関係にあるが、間抜けな言動から墓穴を掘ってばかりいる。通称「あほボン」。
ラーン
ありあまる筋力を持ちながら、魔術師の家系に生まれついたためやむなくソーサラーとなった女性。この境遇はリプレイ第3部のフィリスと似ているが、ラーンは魔法を隠し芸として半ば封印し、戦士の道を選んだ。導師はフィリスの父であり、ステラの姉弟子に当たる。全体的に能力値が低めなパーティーの中で、ラーン一人が高めの能力値を持ち、戦闘では圧倒的な活躍をした。
ステラ・ベルローズ
アザーン諸島の商家ベルローズ商会の隠居。50歳を過ぎてから魔術師を志したという変り種のソーサラー。導師はフィリスの父であり、ラーンは魔術師としての先輩にあたるため「姉弟子さま」と呼ぶ。策略に長け、また老人の立場を利用してパーティーを牽引する。後に「妖怪婆あ」との通称がついた。
なお、プレイヤーは男性であり、GM経験も豊富な相当のベテランプレイヤーである。ただ他のキャラの設定まで強引に決めようとするところがあり、GMである清松みゆきがやや困惑する場面もあった。
マイス
リーダー。バイカル近郊の森から出てきたエルフ。145歳。影が薄く、顔合わせの際には危うく忘れ去られるところだった。他のキャラクターたちがいろいろ意見を言っていてもただ「そうですね」とうなずいているだけなので、後に「うなずきエルフ」との通称がつく。
ミンクス
エレミア出身。シリーズ初の女ドワーフ。35歳。猪突猛進が身上で、「罠ははまって踏み潰す」と豪語し何かと命知らずな行動をとる。戦闘では強いのだが、敏捷性の低さから命中・回避に難があり、決め手をラーンに奪われて悔しがるシーンが多かった。
チップ・タップ・ボン
アザーン諸島出身のグラスランナー。とある事情からベルローズ商会に借金を負い、ステラの使用人として働くことになる。口癖は「御意」。自称「ハイ・グラスランナー」（無論そんな設定はない）。
キャラクター作成時に、たまたま臨席していたパラサのプレイヤーから名前の後付け設定を聞かされ、チップも「タップとボンという親友がいて、互いに名前を名乗りあっている」ことになった。これがソード・ワールドにおけるグラスランナーの風習が決定した切っ掛けである。
マイス、ミンクス、ラーンの三人は、次期リプレイの「アンマント財宝編」にも引き続きPCとして登場した。このほかPCに準ずる扱いで、ピルペ・パラサ・パン、疾風のエース、ケンタウロスのタウが登場している。

### その他の登場人物

#### オラン
- 魔術師ギルド
  - フィリスの父-名前だけの登場。ラーンとステラの古代語魔法の導師。

#### アノス
- クレア・バーンロード
- グレゴール・エライセン
- バンダオート
- カルプラス伯爵
- ピルペ・パラサ・パン
- 疾風のエース
- ビードル
- シーラ
- イーグル
- レファルドIV世

#### ミラルゴ
- タウ
- タウの父

- 地
- 水
- 火
- 火の影武者
- 風
- 光
- 闇